# Vía Matris

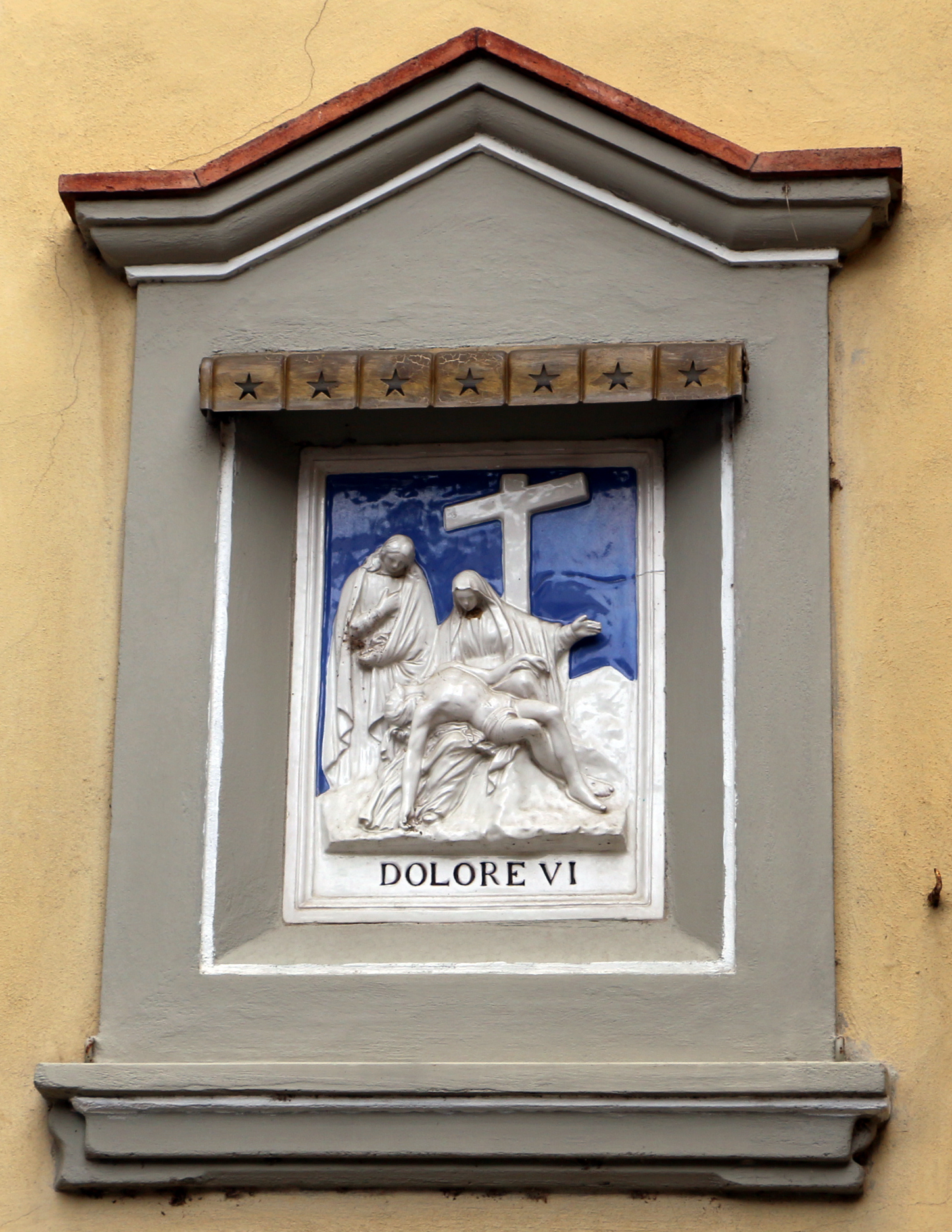
Estación del vía matris en Sant'Ilario a Colombaia, Florencia.

Los términos Vía Matris, Via Matris o Via Matris Dolorosae (en latín: «camino de la Madre») se refieren a una práctica piadosa que sigue el modelo del Viacrucis, referida a los Siete dolores de María.
El Vía Matris tiene la finalidad de reflexionar sobre la Pasión y Muerte de Cristo a través de los episodios en los que la Virgen María estuvo presente. Se compone de reflexiones sobre los siete dolores de María.
El rezo del Vía Matris es habitual en Cuaresma, especialmente el Viernes de Dolores, y Semana Santa.